# Bostonia
Bostonia ist ein census-designated place (CDP) im San Diego County im US-Bundesstaat Kalifornien.
Das Stadtteilgebiet hat eine Größe von 5,0 km² und befindet sich an der Interstate 8.
Das U.S. Census Bureau hat bei der Volkszählung 2020 eine Einwohnerzahl von 16.882 ermittelt.